# ناأوكي كاواغوتشي
ناأوكي كاواغوتشي (باليابانية: 川口 尚紀) (24 مايو 1994 في ناغاوكا في اليابان – )؛ هو لاعب كرة قدم ياباني سابق كان يلعب كمدافع.

## وصلات خارجية
- ناأوكي كاواغوتشي على موقع الاتحاد الدولي (مؤرشف)  (الإنجليزية)
- ناأوكي كاواغوتشي على موقع رابطة كرة القدم اليابانية للمحترفين (اليابانية)
- ناأوكي كاواغوتشي على موقع إي إس بي إن إف سي (الإنجليزية)
- ناأوكي كاواغوتشي على موقع قاعدة بيانات كرة القدم.إي يو (الإنجليزية)
- ناأوكي كاواغوتشي على موقع Soccerbase.com (لاعب) (الإنجليزية)
- ناأوكي كاواغوتشي على موقع Soccerway.com (الإنجليزية)
- ناأوكي كاواغوتشي على موقع عالم كرة القدم.نت (الإنجليزية)
- ناأوكي كاواغوتشي على موقع كووورة